# Tephrosia isaloensis
Tephrosia isaloensis är en ärtväxtart som beskrevs av Du Puy och Jean-Noël Labat. Tephrosia isaloensis ingår i släktet Tephrosia och familjen ärtväxter. Inga underarter finns listade i Catalogue of Life.